# منلو (جورجیا)
منلو، جورجیا (به انگلیسی: Menlo, Georgia) یک شهر در ایالات متحده آمریکا با جمعیت ۴۸۵ نفر است که در جورجیا واقع شده‌است.

## موقعیت جغرافیایی
موقعیت جغرافیایی شهرها و مناطق اطراف به شرح زیر است: